# Облака (песня Светланы Лободы)
«Облака» — песня украинской певицы Светланы Лободы, выпущенная 15 января 2012 года в качестве сингла на лейблах «Честная Музыка» и «Лобода Мьюзик». Авторами песни стали Марина Баринова и сама певица. Композиция была записана в США и была выпущена в преддверии новой концертной программы Лободы под названием «Начало». Песня имела большой успех на Украине, достигнув вершины местных хит-парадов.

## Музыкальное видео
Видеоклип на песню снимался в конце января 2012 года в маргинальных районах Майами, Флорида. Режиссёром и оператором картины выступил Владимир Шкляревский. Одновременно с клипом на «Облака» велась съёмка короткометражного фильма «Женщина-преступница». Лейтмотивом стало произведение XIX века под названием «Женщина, преступница…» итальянского автора тюремного психиатра Чезаре Ломброзо, в котором раскрывается тема преступления на почве страсти.

## Награды и номинации
Песня принесла исполнительнице её первые номинации на премию YUNA. Песня была номинирована в категориях «Лучшая песня» и «Лучший видеоклип», однако в обоих случаях проиграла, в первой категории Ёлке с песней «Около тебя», а во второй — группе The Hardkiss с клипом «Make Up».

## Чарты

### Еженедельные чарты
| Чарт (2012)                                | Высшая позиция |
| ------------------------------------------ | -------------- |
| Киев (Tophit City & Country Radio Hits)    | 2              |
| СНГ (TopHit Radio Hits)                    | 55             |
| Украина (FDR Top 40)                       | 1              |
| Украина (FDR UA Top 20)                    | 1              |
| Украина (TopHit City & Country Radio Hits) | 1              |

### Ежемесячные чарты
| Чарт (2012)                                | Высшая позиция |
| ------------------------------------------ | -------------- |
| Киев (Tophit City & Country Radio Hits)    | 2              |
| СНГ (TopHit Radio Hits)                    | 62             |
| Украина (TopHit City & Country Radio Hits) | 1              |

### Годовые чарты
| Чарт (2012)                                | Позиция |
| ------------------------------------------ | ------- |
| Киев (Tophit City & Country Radio Hits)    | 2       |
| СНГ (TopHit Radio Hits)                    | 112     |
| Украина (TopHit City & Country Radio Hits) | 2       |

## История релиза
| Регион | Дата            | Формат                      | Лейбл                         | Прим.  |
| ------ | --------------- | --------------------------- | ----------------------------- | ------ |
| Мир    | 15 января 2012  | Цифровая загрузка, стриминг | Честная Музыка, Лобода Мьюзик | [ 15 ] |
| СНГ    | 27 февраля 2012 | Радиоротация                | Честная Музыка, Лобода Мьюзик | [ 6 ]  |